# Casino-théâtre de Toulouse
Pour les articles homonymes, voir Casino-théâtre Barrière.
Le Casino Barrière Toulouse est un complexe comprenant entre autres une salle de spectacle de 1 200 places et un casino situé à Toulouse sur l'île du Ramier en France.

## Histoire
Le casino-théâtre a été construit à la place de l'ancien institut du Génie Chimique ENSIACET dévasté par l'explosion d'AZF du 21 septembre 2001. Il a ouvert ses portes le vendredi 7 décembre 2007.
Il faisait partie des lieux de représentations appelés par la municipalité « théâtre hors les murs » lors de la saison 2009-2010 du Théâtre du Capitole, alors que la salle historique du théâtre était en réparation. En 2014, il fait toujours partie des salles parmi lesquelles le Théâtre du Capitole répartit sa programmation.
Situé sur l'île du Ramier en zone inondable, son accès est fermé lors des déclenchements du plan inondation communal de la ville de Toulouse,.

## Description
C'est un bâtiment de trois niveaux pour une superficie totale de 14 300 m2 des architectes Jean-Michel Wilmotte et Gérard Huet, construit sur pilotis pour éviter les risques d'inondations. La scénographie de salle transformable a été conçue par Ducks scéno et les études acoustiques ont été réalisées par Kahle Acoustics.
Il se compose :
- d’un théâtre ou salle de concert de 1 200 places et pouvant être converti en salle de dîner-spectacle de 500 places.
- d'un casino du groupe Lucien Barrière.
- de trois restaurants.
- de trois bars[6],[7].

## Représentations

### Spectacles
Patrick Sébastien, Vincent Moscato, Noëlle Perna, Maurane, Garou, Biyouna, Benabar, Michel Fugain, Les Vamps, Dani Lary, Julien Clerc, Serge Lama, Vanessa Paradis, Stéphane Guillon, Lynda Lemay, Zazie...

### Théâtre
Les Théâtrales

### Danse
Le lac des cygnes par le Saint-Pétersbourg Ballet Théâtre, Rock the Ballet avec Rasta Thomas, Budapest Gypsy Symphony Orchestra,

### Cirque
Festival international de magie de Toulouse

## Fréquentation
La saison 2012-2013 a accueilli 117 000 spectateurs, et 1 000 spectacles y ont été donnés en 6 ans